# Tourist History
Tourist History é o primeiro álbum de estúdio da banda da norte-irlandesa Two Door Cinema Club. Foi lançado em 26 de fevereiro de 2010 no Reino Unido e em 27 de abril nos Estados Unidos. A banda anunciou os detalhes do álbum em 1 de janeiro de 2010, em uma entrevista para a NME. Até setembro de 2012, este disco já havia vendido ao menos 270 mil cópias na Inglaterra.

## Faixas
| Faixas bônus da versão japonesa |                 |         |  |
| N.º                             | Título          | Duração |  |
| 11.                             | "Kids"          | 3:04    |  |
| 12.                             | "Costume Party" | 3:27    |  |
| Duração total:                  | Duração total:  | 6:31    |  |

## Tabelas

### Paradas musicais
| Paradas (2012)                      | Melhor posição |
| ----------------------------------- | -------------- |
| Austrália (ARIA Charts)             | 44             |
| Bélgica (Ultratop 50)               | 40             |
| Bélgica (Ultratop 40)               | 72             |
| Escócia (Scottish Albums Chart)     | 26             |
| Europa (Top 100 Albums)             | 95             |
| França (SNEP)                       | 51             |
| Irlanda (Irish Albums Chart)        | 16             |
| Japão (Oricon)                      | 79             |
| Países Baixos (MegaCharts)          | 72             |
| Reino Unido (UK Albums Chart)       | 24             |
| Estados Unidos (Heatseekers Albums) | 5              |
| Estados Unidos (Independent Albums) | 26             |

### Certificações
| País        | Certificação |
| ----------- | ------------ |
| Reino Unido | Platina      |